# 拿祖·馬天尼斯
伊格納西奧·馬天尼斯·特魯耶瓦（西班牙語：Ignacio Martínez Trueba，通稱Nacho，1990年4月11日—），生於西班牙桑坦德，西班牙足球運動員，司職前鋒，現時自由身。
註：馬丁內斯也可以指：西班牙男演員，曾經出演電影< 慾望法則 >.

## 球員生涯
馬天尼斯生於西班牙桑坦德，於2013年加盟西乙B聯賽球會拉雷多，更於該季當選由教練團隊選出的西乙B最佳11人陣容，到2014年7月外流玻利維亞甲組球會石油隊，並在南美賽事首度亮相，便於32場聯賽中取得7球，而他於一季後轉會當地球會塔里哈龍捲風，並在在兩季內上陣59場取得9球， 直到2016年7月重返祖家加盟西丙球會康肯塞，並於首季於聯賽上陣31場取得14球，至2017年7月經同鄉兼夢想副隊長柏保路引薦來港，加盟新成立的港超聯球會夢想FC，並在10月1日對冠忠南區的聯賽，取得加盟後的首個入球，協助夢想FC主場以4–2勝出。

## 家庭生活
馬天尼斯的父母於2017年12月專程從祖家西班牙來港，並在12月28日到場支持馬天尼斯代表夢想FC對東方龍獅的聯賽，而他該場賽事正選上陣，即在43分鐘射入奠定勝局的入球，協助夢想以1–0擊敗對手。

## 外部連結
- Transfermarkt （页面存档备份，存于）
- HKFA （页面存档备份，存于）